# Anatoli Ivanisjin
Anatoli Aleksejevitsj Ivanisjin (Russisch: Анатолий Алексеевич Иванишин) (Irkoetsk, 15 januari 1969) is een Russisch ruimtevaarder.

## Opleiding
In 1986 probeerde hij zonder succes een plaats te krijgen aan de Chernigov Hogere Militaire Luchtvaartschool voor piloten. Hij studeerde daarop aan het polytechnisch instituut van Irkoetsk. Na afronding van het eerste jaar lukte het in 1987 toch om een plaats te verkrijgen aan de Chernigov Hogere Militaire Luchtvaartschool. In 1991 studeerde hij af met een gouden medaille. In 2003 studeerde hij af aan de universiteit van Moskou. Hij studeerde daar economie, statistiek informatietheorie.

## Ervaring
Sinds 1991 is Ivanishin gevechtspiloot bij de Russische luchtmacht. Hij was MiG-29-piloot en later vloog hij Su-27-gevechtsvliegtuigen. Hij heeft 507 vlieguren en hij maakte 180 succesvolle parachutesprongen.
Op 29 mei 2003 werd hij geselecteerd als kandidaat-kosmonaut en begon hij aan zijn training. Hij voltooide de training op 28 juni 2005 met de toevoeging "excellent". Hij was reservecommandant voor de Sojoez TMA-20. Hij begon zijn eerste ruimtereis op 14 november 2011 toen hij met Sojoez TMA-22 vertrok naar het Internationaal ruimtestation ISS voor ISS Expeditie 29 en 30.
Ivanisjinn begon in april 2020 deel te nemen aan ISS-Expeditie 62. Dit werd zijn derde ruimtevlucht.